# المطاف والمسعى

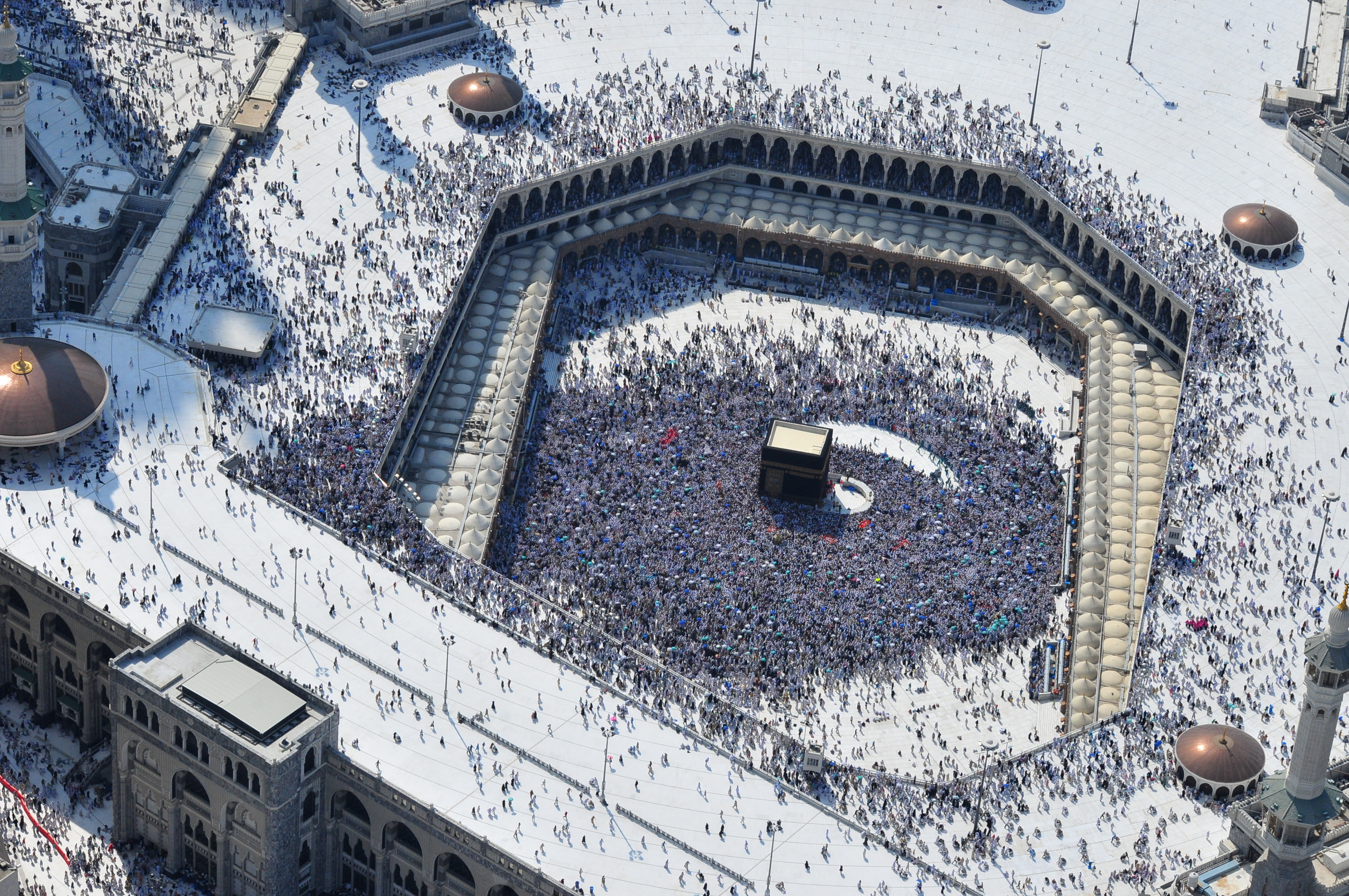
المسجد الحرام من الأعلى ويظهر صحن الطواف (حول الكعبة) والمسعى (أسفل الصورة)، اللقطة من موسم حج عام 2010 م.

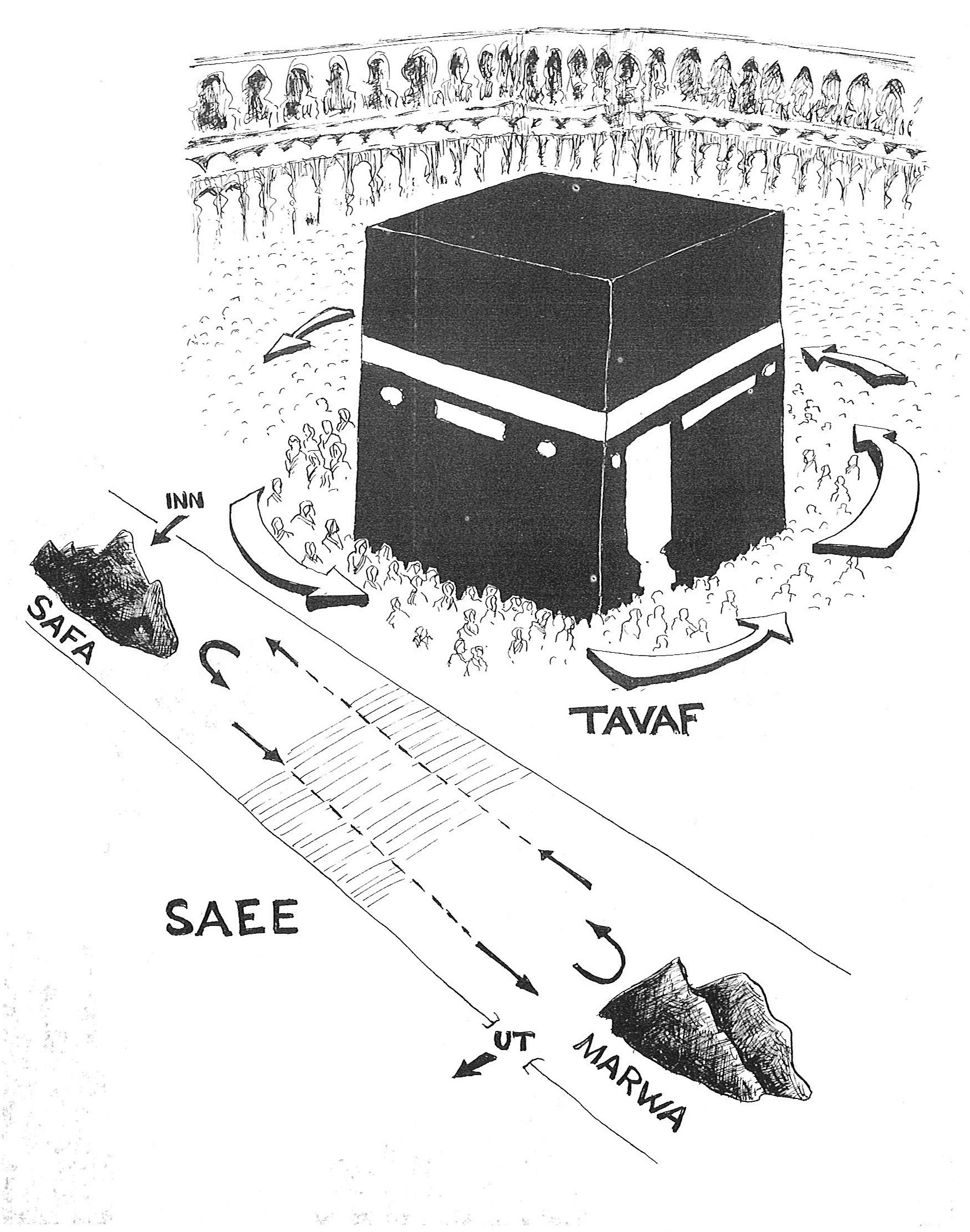
رسم للمطاف والمسعى.

المطاف والمسعى هما موقعان في المسجد الحرام بمدينة مكة، يؤدي فيهما المسلمون الطواف والسعي التي تعد ركنين من أركان الحج والعمرة.

## المطاف
يقصد بالمطاف أو صحن الكعبة أو الصحن  بأنه المساحة الخالية حول الكعبة وسميت بالمطاف لأن المسلمين يطوفون أي يدورون فيها حول الكعبة ممتثلين بأمر الله ﴿ثُمَّ لْيَقْضُوا تَفَثَهُمْ وَلْيُوفُوا نُذُورَهُمْ وَلْيَطَّوَّفُوا بِالْبَيْتِ الْعَتِيقِ ۝٢٩﴾ [الحج:29]. والطواف هو أن يجعل الكعبة المشرفة على يسار الطائف ويدور فيها مبتدئاً من الحجر الأسود وينتهى الشوط عنده، ويعتبر الطواف هو ركن أحد أركان الحج والعمرة.

## المسعى
المسعى هو المساحة التي تربط بين جبلي الصفا والمروة  وتعتبر هاجر زوجة النبي إبراهيم أول من قام بالسعي بينهما حيث أنها سعت بينهما حينما كانت تلتمس الماء لابنها إسماعيل عليه السلام حيث صعدت على جبل الصفا ثم نزلت حتى وصلت جبل المروة وكررت ذلك إلى سبعة أشواط، فلما جاء الإسلام جعل ذلك من مناسك الحج والعمرة تكرمة لتلك المرأة ولصبرها واحتسابها ولما اعتمر محمد بن عبد الله سعى بين الصفا والمروة سبع أشواط يبدئ من الصفا وينتهى في المروة.
ويقع المسعى في الجزء الشرقي من المسجد الحرام، ويبلغ طوله 375 متراً  ويبلغ عرضه 40 متر، وقد زاد الاهتمام بالمسعى خلال العصر الحديث؛ نتيجة لزيادة أعداد الحجاج والمعتمرين، حيث تم رصف المسعى بحجر الصوان في عام 1925م أي خلال عهد الملك عبد العزيز، حمايةً للحجاج والمعتمرين من الغبار والأتربة، كما تم تجديد سقفه، حمايةً لزوار بيت الله من وهج الشمس وحرارتها، كما أعيد طلاء وترميم الأبواب المطلة على المسعى، وفي عهد الملك سعود بن عبد العزيز تم بناء الطابقين الأول والثاني من المسعى؛ أما في عهد الملك فهد بن عبد العزيز، فقد وسعت منطقة الصفا في الطابق الأول، كما أضيفت أبواب جديدة في الطابقين الأرضي والأول، للدخول والخروج من جهة المروة.